# 普卡拉霍山 (瓦良卡區-聖馬爾科斯區)
9°49′03″S 77°06′05″W / 9.81750°S 77.10139°W
普卡拉霍山（Pucarajo），是秘魯的山峰，位於該國北部安卡什大區，由瓦良卡區和聖馬爾科斯區負責管轄，屬於布蘭卡山脈的一部分，海拔高度5,000米。